# (31323) Lysá hora
(31323) Lysá hora, désignation internationale (31323) Lysa hora, est un astéroïde de la ceinture principale.

## Description
(31323) Lysa hora est un astéroïde de la ceinture principale. Il fut découvert le 27 avril 1998 à l'Observatoire d'Ondřejov par Petr Pravec. Il présente une orbite caractérisée par un demi-grand axe de 2,78 UA, une excentricité de 0,12 et une inclinaison de 13,3° par rapport à l'écliptique.

## Compléments